# Cerro Dominante
Cerro Dominante es un cerro isla ubicado en la ciudad chilena de Coquimbo. Posee una altura de 54 m s. n. m.

## Historia
A inicios del siglo XIX el cerro era descrito en mapas como «cerro de Vascuñán» (sic), adquiriendo su nombre actual en décadas posteriores. Hacia 1862, con la construcción de las líneas de ferrocarril en la ciudad que conectaban con La Serena y Ovalle, el cerro quedó rodeado por dichas vías férreas en sus costados norte y sur. En 1872 ocurrió un litigio judicial sobre diversos propietarios que reclamaban ser dueños del cerro; originalmente pertenecía a terrenos de Mateo Rivera, siendo entregado posteriormente a Buenaventura Argandoña Subercaseaux.
En marzo de 1917 se realizaron diversas obras de embellecimiento en el cerro, mientras que hacia 1919 Tomás Whittle Silva y Ramón Narea Guerra, propietarios en aquel entonces de los terrenos ubicados en el cerro, dividieron en lotes para construir viviendas. En 1931 se estableció en el sector una fundición de fierro, aluminio y bronce denominada «La Dominante».
Entre 2004 y 2006 se construyó en la cumbre del cerro la mezquita de Coquimbo, denominada oficialmente «Centro Mohammed VI para el Diálogo de las Civilizaciones», siendo inaugurada el 14 de marzo de 2007.